# Görögország az 1980. évi téli olimpiai játékokon
Görögország az egyesült államokbeli Lake Placidben megrendezett 1980. évi téli olimpiai játékok egyik részt vevő nemzete volt. Az országot az olimpián 1 sportágban 3 sportoló képviselte, akik érmet nem szereztek.

## Alpesisí
Férfi
| Versenyző              | Versenyszám      | 1. futam      | 1. futam      | 2. futam | 2. futam | Összesítés | Összesítés |
| Versenyző              | Versenyszám      | Idő           | Hely.         | Idő      | Hely.    | Idő        | Helyezés   |
| ---------------------- | ---------------- | ------------- | ------------- | -------- | -------- | ---------- | ---------- |
| Lázarosz Arhondópulosz | Műlesiklás       | kizárták      | kizárták      | kiesett  | kiesett  | kiesett    | kiesett    |
| Lázarosz Arhondópulosz | Óriás-műlesiklás | 1:36,32       | 57.           | 1:39,91  | 48.      | 3:16,23    | 48.        |
| Lázarosz Kehajász      | Műlesiklás       | nem ért célba | nem ért célba | kiesett  | kiesett  | kiesett    | kiesett    |
| Lázarosz Kehajász      | Óriás-műlesiklás | 1:42,16       | 61.           | 1:41,24  | 49.      | 3:23,40    | 51.        |
| Jánisz Sztamatíu       | Műlesiklás       | 1:10,86       | 39.           | 1:07,27  | 33.      | 2:18,13    | 33.        |
| Jánisz Sztamatíu       | Óriás-műlesiklás | 1:41,80       | 60.           | 1:43,19  | 51.      | 3:24,99    | 52.        |